# رالف آلن (بازیکن فوتبال)
رالف آلن (انگلیسی: Ralph Allen; ۳۰ ژوئن ۱۹۰۶ – ۹ مهٔ ۱۹۸۱) بازیکن فوتبال اهل بریتانیا بود.
از باشگاه‌هایی که در آن بازی کرده‌است می‌توان به باشگاه فوتبال چارلتون اتلتیک، باشگاه فوتبال فولام، باشگاه فوتبال تورکی یونایتد، باشگاه فوتبال ردینگ، باشگاه فوتبال برنتفورد، و باشگاه فوتبال نورث‌همپتون تاون اشاره کرد.